# Lista de aeroportos do Rio Grande do Norte
Lista de aeroportos do Rio Grande do Norte, constando o nome oficial do aeroporto, o código IATA e/ou o código ICAO e o município onde tal aeroporto se encontra:

## Internacional
Federais Infraero
- - Aeroporto Internacional de Natal - Governador Aluízio Alves (IATA: NAT, ICAO: SBSG) - São Gonçalo do Amarante (Concedido).[2]

## Regionais
Municipais
- Aeroporto de Assu (IATA: ***, ICAO: SNUC) - Assu
- Aeroporto de Caicó (IATA: ***, ICAO: SNKK) - Caicó
- Aeroporto de Currais Novos (IATA: ***, ICAO: SNKN) - Currais Novos
- Aeroporto de Jardim de Angicos (IATA: ***, ICAO: SNJA) - Jardim de Angicos
- Aeroporto de Jardim do Seridó (IATA: ***, ICAO: SNJS) - Jardim do Seridó
- Aeroporto Dix-Sept Rosado (IATA: MVF, ICAO: SBMS) - Mossoró

## Outros aeroportos
Privados
- Aeródromo Campos de Melo (IATA: ***, ICAO: SSCE) - São José de Mipibu
- Aeródromo Ceará Mirim (IATA: ***, ICAO: SNOG) - Ceará Mirim
- Aeródromo Fazenda Bebida Velha (IATA: ***, ICAO: SNZO) - Touros
- Aeródromo Kareli (IATA: ***, ICAO: SDVZ) - Parelhas
- Aeródromo Pau dos Ferros (IATA: ***, ICAO: SSKJ) - Pau dos Ferros
- Aeródromo Severino Lopes (IATA: ***, ICAO: SJBX) - São José de Mipibu
- Aeródromo Stratus Ale (IATA: ***, ICAO: SSAZ) - Natal